# Bedotia geayi
El pez  espiga, o arcoíris de Madagascar es un pez ovíparo del orden Atheriniforme proveniente del este de África, de reproducción relativamente fácil y vistoso colorido,  aunque no es muy común en los acuarios domésticos. Según la Lista Roja del IUCN su Estado de conservación es "en peligro de extinción".

## Hábitat natural
Ríos,  arroyos y charcos  con mucha vegetación y de aguas claras en la zona oriental de la Isla de Madagascar.

## Morfología
Cuerpo alargado (de ahí su nombre común), con los laterales comprimidos. Su boca está orientada hacia arriba, lo que nos indica que se alimenta de la superficie. Ojos un tanto grandes en proporción a su tamaño.  Una línea oscura lo atraviesa desde el morro hasta el pedúnculo caudal. El color de la parte media – superior  del cuerpo, puede variar entre el azul, rojizo,  y amarillento – verdoso.  Posee dos aletas dorsales, la segunda más larga que la primera.  La segunda aleta dorsal y la anal, tienen base anaranjada, después negruzcas y terminan en rojo y blanco. Los machos son más coloridos y apenas más grandes que las hembras. En la Naturaleza alcanzan los 15 cm aproximadamente, aunque en cautiverio difícilmente superen los 7 u 8 cm.

## Alimentación
Omnívoro. Toma todo tipo de alimento vivo y en escamas. No es demasiado exigente en este aspecto, aunque se aconseja suministrar dieta variada para mantenerlos sanos y en condiciones de reproducir.  Como se indica más arriba, es un pez que obtiene su alimento de la superficie, por lo que no deberían faltarle larvas de mosquito ( vivas o liofilizadas ), daphnias, tubifex y artemia salina adulta.  También suelen ingerir pequeños brotes de plantas y algas.

## Comportamiento
Ideal para el acuario comunitario. Pacífico y gregario, en general ignora a los demás compañeros de hábitat en cautiverio, pudiendo llegar a ser un tanto agresivos en época de celo con los de su misma especie, ya que entre ellos existirá siempre un orden jerárquico. Sin embargo, al ser un nadador muy enérgico e incansable, puede llegar a producir estrés en  peces tranquilos y lentos. Conviene mantenerlos en cardumen de al menos 5 o 6 ejemplares.

## Acuario apropiado
Como se trata de un gran nadador, el acuario deberá tener  una buena capacidad, de 150 L o más, con plantación periférica y mucho espacio para nadar. En cuanto a las condiciones físico-químicas del agua, es más bien exigente. Deberá tener un excelente sistema de filtrado y estar muy oxigenada. pH entre 6 y 7, dureza no mayor de 15 dGH , buena iluminación y cambios frecuentes de agua.

## Reproducción
Acuario de 100 L aprox., donde se introducirán entre 2 y 3 machos y entre 5 y 6 hembras. El macho dominante se acercará a la hembra con movimientos rápidos y temblores, los cuales se hacen evidentes al acercarse el momento de la puesta. Luego se pondrá “cabeza abajo”  y se acercará a ella hasta quedar apretados por los costados, momento en el cual se producirá el desove.  Los huevos son pocos y grandes. Se adherirán a las plantas y troncos, eclosionando entre los 7 y 10 días siguientes. Los alevines se podrán alimentar directamente con naupilos de artemia una vez que hayan consumido su saco vitelino.